# La honra de vivir
La honra de vivir fue una telenovela mexicana en blanco y negro que se transmitió por Telesistema Mexicano (hoy Televisa) en 1961. Protagonizada por Guillermo Zetina y Elsa Cárdenas.

## Elenco
- Guillermo Zetina
- Elsa Cárdenas
- Pilar Sen
- Freddy Fernández "El Pichi"
- Alejandro Ciangherotti

## Datos a resaltar
- La telenovela está grabada en blanco y negro.
- Realizada bajo la producción de Telesistema Mexicano S.A.